# Hamzanama d'Akbar
Le Hamzanama (ou Histoire de Hamza) est un ancien manuscrit illustré commandé par l'empereur moghol Akbar vers 1557. Œuvre considérable à l'origine, il mesurait presque 70 cm de haut, contenait entre 14 et 17 volumes et 1400 miniatures pour près de 15 ans de travail réunissant une cinquantaine d'artistes. Il contient une des premières versions écrites de l'histoire d'Hamza, un ensemble de récits légendaires mettant en scène Hamza ibn Abd al-Muttalib, l'oncle paternel de Mahomet. Le manuscrit est aujourd'hui démembré et a perdu la majeure partie de ses illustrations. 180 d'entre elles sont recensées dont 61 à Vienne, 27 à Londres et les autres dans diverses collections publiques et privées.

## Histoire du manuscrit

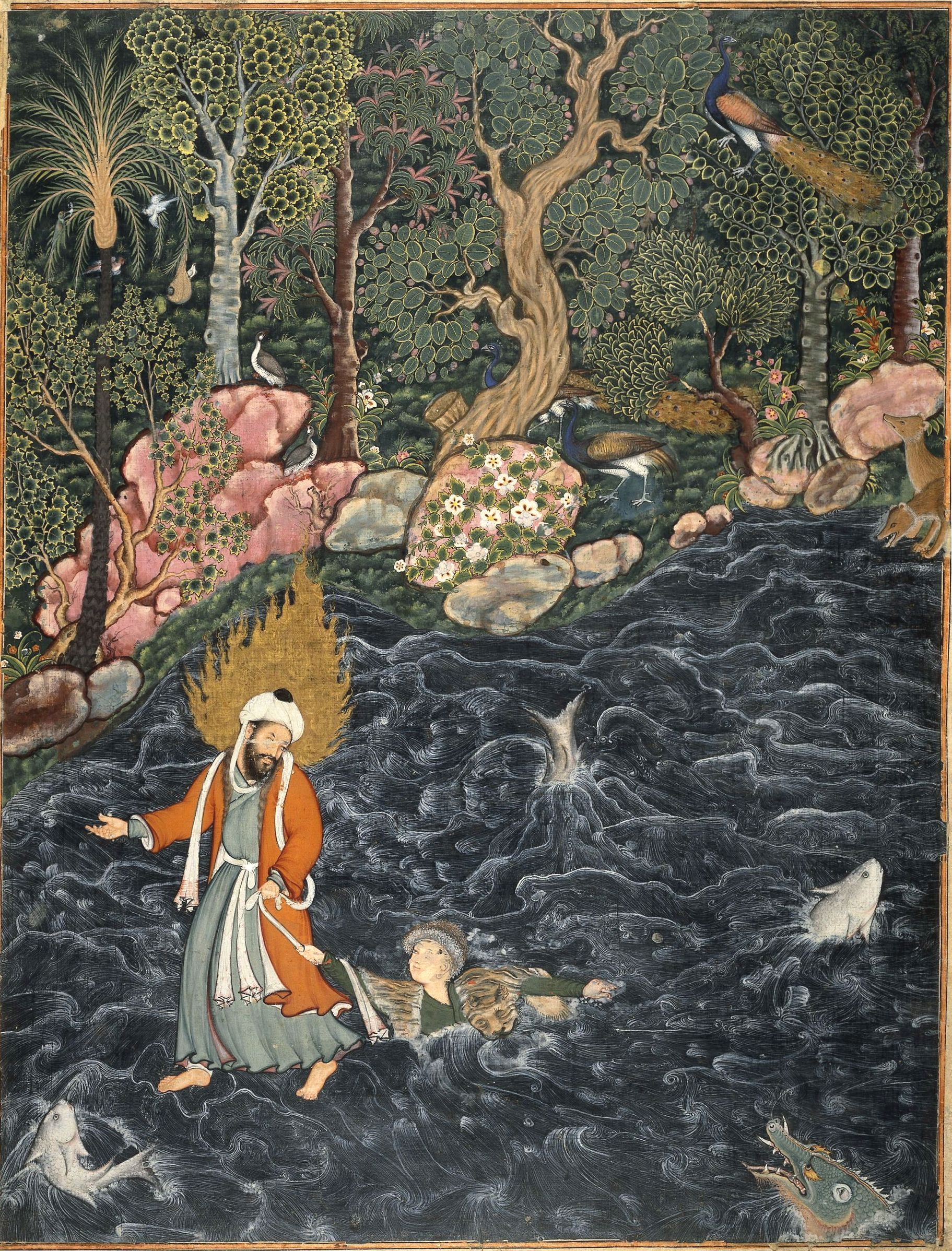
Miniature representant Elie le prophète sauvant Nur ad-Dakhra de la noyade

Akbar, troisième empereur moghol (1542-1605), crée rapidement après son accès au pouvoir un atelier de peinture personnel. D'après les témoignages des chroniqueurs Abou'l Fazal et Badâ'ôni, sa première commande est l'exécution d'un manuscrit regroupant l'ensemble des histoires jusque-là simplement orales qui constituent le Hamzanama. Sa réalisation est entamée en 1562 et confiée à Mir Sayyid Ali (en) et Khwaja Abd-as Samad, tous deux peintres d'origine perse, et plus précisément de Tabriz, à la tête de l'atelier impérial. La réalisation de l'ouvrage, de très grande dimension nécessite un travail considérable. Il mesure environ 70 cm de haut et plus de 50 cm de large et contient 1400 miniatures au total. Il est alors relié en 14 voire 17 volumes selon les sources. Il nécessite le travail, au cours d'une quinzaine d'années d'un total d'une centaine d'artistes, peintres, copistes, doreurs et relieurs,.
La manuscrit reste sans doute dans la bibliothèque de l'empereur jusqu'en 1739, date à laquelle la ville de Delhi est prise par l'empereur perse Nâdir Châh qui saisit l'ensemble du trésor du Moghol. Le livre est probablement dispersé à cette époque.

## Localisation actuelle
Plus de 179 miniatures sont recensées de nos jours dans différentes collections :
- 61 miniatures sont conservées au Musée des arts appliqués de Vienne. Elles ont été acquises auprès du gouvernement perse à l'occasion de l'Exposition universelle de 1873[4].
- 27 miniatures sont conservées au Victoria and Albert Museum à Londres : elles ont été acquises dans une boutique au Cachemire en 1896 par Sir Caspar Purdon Clarke, conservateur du musée[5].

D'autres miniatures isolées sont par ailleurs conservées, entre autres :
- 5 miniatures au Metropolitan Museum of Art de New York acquises à l'occasion d'achats à 3 reprises au début du XXe siècle[6].
- 4 miniatures au Brooklyn Museum (24.46-49)[7]
- 3 miniatures à l'Ashmolean Museum d'Oxford, prêtées par Howard Hodgkin dont l'une a été acquise de Maria Sarre-Humann (LI118.1,2 & 100)[8]
- Le Prince Qasim et les champions d'Iran et Turan, conservée au Musée d'art du comté de Los Angeles (M.78.9.1), acquise en 1978 de la Nasli and Alice Heeramaneck Collection[9].
- La Bataille de Mazandaran, conservée à la Bibliothèque du Congrès de Washington[10]
- Le Prophète Élie sauvant le neveu d'Hamza, conservée au British Museum (ME OA 1925.9-29.01)[11]
- Hamza brûle la poitrine de Zarthust, conservée à la Collection David (en) à Copenhague, acquise du Chicago Art Institute en 1998[12]
- Quatre hommes au combat, conservée au Fralin Museum of Art (en) (1999.19) depuis 1999[13]
- Qasam al-Abbas arrive de La Mecque et écrase Tahmâsp avec une masse, conservée au Philadelphia Museum of Art depuis 1937 en provenance du Brooklyne Museum (1937-4-1)[14]
- Khwaja Umar s'échappant du camp de Murzuq, conservée depuis 2004 au Musée d'art islamique de Doha (Ms.31.2004)[15]
- 1 miniature au Musée des beaux-arts de Boston (06.129)[16]
- 1 miniature conservée au National Gallery of Victoria de Melbourne (AS12-1978) depuis 1978[17],[18]

## Description du manuscrit
Chaque miniature est peinte sur papier, contrecollée sur un tissu de coton. Au revers, se trouve le texte décrivant l'histoire représentée, sur 19 lignes. Chaque texte pouvait ainsi être lu et brandi devant un public. Chaque image mélange des caractéristiques spécifiques à la peinture indienne, tout en incluant une composition d'inspiration persane ainsi que des détails propres à la culture perse : tapis, architectures, arbres,.